# ان‌جی‌سی ۲۰۸۲
ان‌جی‌سی ۲۰۸۲ (انگلیسی: NGC 2082) نام یک کهکشان در صورت فلکی ماهی زرین است.